# Загальні дебати 74-ї сесії Генеральної Асамблеї ООН
Загальні дебати 74-ї сесії Генеральної Асамблеї ООН (англ. General Debate of the seventy-fourth session of the United Nations General Assembly) — тривали протягом 24 — 30 вересня 2019 року. Лідери ряду держав-членів звернуться до ООН.

## Організація та теми
Порядок доповідачів надається спочатку державам-членам, потім державам-спостерігачам та наднаціональним органам. Будь-які інші суб'єкти спостерігачі матимуть можливість виступити в кінці дебатів, за бажанням. Доповідачі будуть внесені до списку у порядку їх запиту, з особливою увагою до міністрів та інших державних чиновників аналогічного чи вищого рангу. Відповідно до правил дебатів, заяви повинні бути офіційними мовами Організації Об'єднаних Націй — арабською, китайською, англійською, французькою, російською або іспанською мовами, і будуть перекладатись перекладачами ООН.
Кожного спікера просять надати 20 попередніх копій своїх виступів офіцерам конференції, щоб полегшити переклад та бути представленим на подіумі.
Тема цьогорічних дебатів була обрана президентом Тіджані Мухаммадом-Банде: «Посилення багатосторонніх зусиль для подолання бідності, боротьба за якісну освіту, кліматичних змін та інше».

## Календар виступів
Починаючи з 1955 року, Бразилія та Сполучені Штати Америки є першою та другою країною, що виступають. Інші країни дотримуються розкладу, виданого секретаріатом.

### 24 вересня

#### Ранкова сесія
- Організація об'єднаних націй — Генеральний-секретар Антоніу Гутерреш
- Організація об'єднаних націй — Тіджані Мухаммед-Банде
- Бразилія — Президент Жаїр Болсонару[3]
- США — Президент Дональд Трамп
- Єгипет — Президент Абдель Фаттах Ас-Сісі
- Туреччина — Президент Реджеп Тайїп Ердоган
- Нігерія — Президент Мухаммаду Бухарі
- Мальдіви — Президент Ібрагім Мохамед Соліх[3]
- Катар — Емір Тамім бін Хамад Аль Тані
- Швейцарія — Президент Улі Маурер
- Хорватія — Президент Колінда Грабар-Китарович
- Болівія — Президент Ево Моралес
- Йорданія — Король Абдалла II
- Південна Корея — Президент Мун Чже Ін
- Буркіна-Фасо — Президент Роч Марк Кристіан Каборе
- Чилі — Президент Себастьян Піньєра
- Франція — Президент Емманюель Макрон
- Боснія і Герцеговина — Голова Президії Желько Комшич[3]

#### Вечірня сесія
- Ангола — Президент Жуан Лоренсу
- Португалія — Президент Марселу Ребелу де Соза
- Руанда — Президент Поль Кагаме
- Фінляндія — Президент Саулі Нііністьо
- Монако — Принц Альбер II
- Нігер — Президент Махамаду Іссуфу
- Нідерланди — Король Віллем-Олександр
- Аргентина — Президент Маурісіо Макрі
- Латвія — Президент Егілс Левітс[3]
- Словаччина — Президент Зузана Чапутова[3]
- Казахстан — Президент Токаєв Касим-Жомарт Кемельович[3]
- Польща — Президент Анджей Дуда
- Маршаллові Острови — Президент Гільда Гайн
- Ліхтенштейн — Регент Алоїз Філіп Марія фон унд цу Ліхтенштейн
- Перу — Президент Мартін Віскарра
- Сенегал — Президент Макі Салл
- Італія — Прем'єр-міністр Джузеппе Конте
- Іспанія — Прем'єр-міністр Педро Санчес
- Нова Зеландія — Прем'єр-міністр Джасінда Ардерн
- Японія — Прем'єр-міністр Абе Сіндзо
- Велика Британія — Прем'єр-міністр Борис Джонсон[3]
- Марокко — Прем'єр-міністр Саадеддін Отмані

### 25 вересня

#### Ранкова сесія
- Україна — Президент Зеленський Володимир Олександрович[3]
- Румунія — Президент Клаус Йоганніс
- Ірак — Президент Бархам Саліх[3]
- Ліберія — Президент Джордж Веа
- Ліван — Президент Мішель Аун
- Есватіні — Король Мсваті III
- Іран — Президент Хассан Рухані
- Палау — Президент Томмі Ременгесау
- Грузія — Президент Саломе Зурабішвілі[3]
- Центральноафриканська Республіка — Президент Фостен-Аршанж Туадера
- Колумбія — Президент Іван Дуке Маркес
- Сейшельські Острови — Президент Денні Фор
- Мавританія — Президент Мухаммед ульд аш-Шейх аль-Газуані[3]
- Естонія — Президент Керсті Кальюлайд
- Гвінея — Президент Альфа Конде
- Замбія — Президент Едгар Лунгу
- Чад — Президент Ідріс Дебі
- Гондурас — Президент Хуан Орландо Ернандес
- Австралія — Прем'єр-міністр Скотт Моррісон[3]
- Фіджі — Прем'єр-міністр Франк Баїнімарама

#### Вечірня сесія
- Еквадор — Президент Ленін Морено
- Гватемала — Президент Джиммі Моралес
- Кенія — Президент Ухуру Кеніятта
- Намібія — Президент Хаге Гейнгоб
- Панама — Президент Лаурентіно Кортісо[3]
- Коста-Рика — Президент Карлос Альварадо Кесада[3]
- Лівія — Голова Ради Президента Фаїз аль-Сарадж
- Гана — Президент Нана Аддо Данква Акуфо-Аддо
- Литва — Президент Ґітанас Науседа[3]
- Ірландія — Президент Майкл Гіґґінс
- Малі — Президент Ібрагім Бубакар Кейта
- Кірибаті — Президент Танесі Маамау
- Зімбабве — Президент Еммерсон Мнангагва
- Кувейт — Прем'єр-міністр Джабер аль-Мубарак аль-Хамад ас-Сабах
- Вірменія — Прем'єр-міністр Нікол Пашинян
- Чехія — Прем'єр-міністр Андрей Бабіш[3]
- Андорра — Прем'єр-міністр Хав'єр Еспот Самора[3]
- Німеччина — Міністр закордонних справ Гайко Маас

### 26 Вересня

#### Ранкова сесія
- Тонга — Король Тупоу VI
- Кіпр — Президент Нікос Анастасіадіс
- Сербія — Президент Александар Вучич
- Болгарія — Президент Румен Радев
- Сьєрра-Леоне — Президент Джуліус Маада Біо
- ДР Конго — Президент Фелікс Чісекеді[3]
- Молдова — Президент Ігор Додон
- Кот-д'Івуар — Віцепрезидент Данієль Каблан Дункан
- Палестина — Президент Махмуд Аббас
- Ефіопія — Президент Сахле-Ворк Зевде[3]
- Європейський Союз — Президент Ради Європи Дональд Туск
- Сомалі — Президент Мохамед Абдуллагі Мохамед[3]
- Сальвадор — Президент Наїб Букеле[3]
- Суринам — Віцепрезидент Ешвін Адхін[3]
- Бельгія — Прем'єр-міністр Шарль Мішель
- Люксембург — Прем'єр-міністр Ксав'є Бетель

#### Вечірня сесія
- Чорногорія — Президент Мило Джуканович
- Сан-Томе і Принсіпі — Президент Еварісту Карвалью
- Коморські Острови — Президент Азалі Ассумані
- Науру — Президент Лайонел Енгімеа[3]
- Федеративні Штати Мікронезії — Президент Девід Пануело[3]
- Малаві — Президент Пітер Мутаріка
- Домініка — Президент Чарлз Саварін
- Джибуті — Президент Ісмаїл Омар Гелле
- Південний Судан — Перший Віцепрезидент Табан Денг Гаі
- Гамбія — Віцепрезидент Ісату Турай[3]
- Північна Македонія — Прем'єр-міністр Зоран Заєв
- Ізраїль — Міністр закордонних справ Ісраель Кац[3]
- Угорщина — Міністр закордонних справ Петер Сіярто
- Австрія — Міністр закордонних справ Александер Шалленберг[3]
- Саудівська Аравія — Міністр закордонних справ Ібрагім Бін Абдулазіз Аль-Ассаф[3]
- Білорусь — Міністр закордонних справ Макей Володимир Володимирович
- Данія — Міністр закордонних справ Єппе Кофод[3]
- Мальта — Прем'єр-міністр Джозеф Мускат
- Камерун — Міністр закордонних справ Лежен Мбелла Мбелла
- Домініканська Республіка — Міністр закордонних справ Мігель Варгас
- Габон — Міністр закордонних справ Ален-Клод Білі-Бі-Нзе

### 27 Вересня

#### Ранкова сесія
- Маврикій — Президент Барлен Вьяпурі[3]
- Індонезія — Віцепрезидент Юсуф Калла
- Лесото — Прем'єр-міністр Том Табане
- Індія — Прем'єр-міністр Нарендра Моді
- Сінгапур — Прем'єр-міністр Лі Сянь Лун
- Словенія — Прем'єр-міністр Мар'ян Шарець[3]
- Пакистан — Прем'єр-міністр Імран Хан[3]
- Греція — Прем'єр-міністр Кіріакос Міцотакіс[3]
- Ямайка — Прем'єр-міністр Ендрю Голнесс
- Таджикистан — Прем'єр-міністр Кохір Расулзада
- Норвегія — Прем'єр-міністр Ерна Солберг
- Барбадос — Прем'єр-міністр Міа Моттлі
- Албанія — Прем'єр-міністр Еді Рама
- Багамські Острови — Прем'єр-міністр Г'юберт Мінніс
- Сент-Кіттс і Невіс — Прем'єр-міністр Тімоті Гарріс
- КНР — Міністр закордонних справ Ван Ї
- Росія — Міністр закордонних справ Лавров Сергій Вікторович
- Алжир — Міністр закордонних справ Сабрі Букадум[3]
- Соломонові Острови — Міністр закордонних справ Єремія Манеле[3]
- Туніс — Міністр закордонних справ Хмаіс Джинауї

#### Вечірня сесія
- Венесуела — Колишній Віцепрезидент (Суперечливо) Делсі Родрігес[3]
- Кабо-Верде — Прем'єр-міністр Уліссеш Коррея-і-Сілва
- Малайзія — Прем'єр-міністр Мохамад Махатхір
- Сент-Люсія — Прем'єр-міністр Аллен Частанет
- Самоа — Прем'єр-міністр Туїлаепа Маліелегаої
- Вануату — Прем'єр-міністр Шарлот Салваї
- Бангладеш — Прем'єр-міністр Шейх Хасіна Вазед
- Антигуа і Барбуда — Прем'єр-міністр Гастон Браун
- Тринідад і Тобаго — Прем'єр-міністр Кіт Роулі[3]
- Сент-Вінсент і Гренадини — Прем'єр-міністр Ральф Гонсалвіш
- Судан — Прем'єр-міністр Абдалла Гамдок[3]
- Парагвай — Міністр закордонних справ Антоніо Рівас Паласіос[3]
- Ісландія — Міністр закордонних справ Гудлаугур Тор Тордарсон
- Непал — Міністр закордонних справ Прадіп Кумар Гьявалі[3]
- Танзанія — Міністр закордонних справ Паламагамба Кабуді[3]
- Папуа Нова Гвінея — Міністр закордонних справ Сорой Еоє[3]
- Екваторіальна Гвінея — Міністр закордонних справ Симеон Ойоно Есоно Ангує[3]

### 28 Вересня

#### Ранкова сесія
- Бутан — Прем'єр-міністр Лотай Церінг[3]
- Уганда — Прем'єр-міністр Рухакана Ругунда
- Мадагаскар — Прем'єр-міністр Кристіан Нтсай[3]
- Ватикан — Державний секретар П'єтро Паролін
- В'єтнам — Заступник прем'єр-міністра Фам Бінь Мінь
- Камбоджа — Заступник прем'єр-міністра Прак Сокхон
- Сирія — Заступник прем'єр-міністра Валід Муалем
- Тувалу — Заступник прем'єр-міністра Мінуте Таупо[3]
- Киргизстан — Міністр закордонних справ Чингіз Айдарбеков[3]
- Куба — Міністр закордонних справ Бруно Родрігес Паррілья
- Сан-Марино — Державний секретар закордонних справ Нікола Ренці
- Швеція — Міністр закордонних справ Анн Лінде[3]
- Мексика — Міністр закордонних справ Марсело Ебрард[3]
- Ботсвана — Міністр закордонних справ Юніті Доу[3]
- ПАР — Міністр закордонних справ Наледі Пандор[3]
- Гренада — Міністр закордонних справ Пітер Чарльз Девід
- Маршаллові Острови — Міністр закордонних справ Джон Сілк
- Гвінея-Бісау — Міністр закордонних справ Сюзі Барбоза[3]
- Бахрейн — Міністр закордонних справ Халід Бін Ахмед Аль Халіфа

#### Вечірня сесія
- ОАЕ — Міністр закордонних справ Абдулла бін Заїд Аль Нахайян
- Оман — Міністр відповідальний за закордонні справи Юсуф бін Аляві бін Абдалла
- Туркменістан — Віцепрезидент Рашид Мередов
- Лаос — Міністр закордонних справ Сальомсай Коммасіт
- Беліз — Міністр закордонних справ Вілфред Елрінгтон
- Філіппіни — Державний секретар закордонних справ Теодоро Локсін м.[3]
- Азербайджан — Міністр закордонних справ Ельмар Мамед'яров
- М'янма — Міністр у справах офісу державного радника Чжо Тін Све
- Монголія — Міністр закордонних справ Дамдіни Цогтбаатар[3]
- Мозамбік — Міністр закордонних справ Жозе Конгундуа Пашеку[3]
- Гаяна — Міністр закордонних справ Карен Каммінгс[3]
- Нікарагуа — Міністр закордонних справ Денис Монкада
- Ємен — Міністр закордонних справ Мухаммад Абдалла Аль Хадрамі[3]
- Гаїті — Міністр закордонних справ Бокчіт Едмонд[3]
- Республіка Конго — Міністр закордонних справ Жан-Клод Гакосо

### 30 Вересня

#### Ранкова сесія
- Еритрея — Міністр закордонних справ Осман Салех Мохаммед
- Бурунді — Міністр закордонних справ Езекиєль Нібігіра
- Бруней — Другий міністр закордонних справ Еріван Юсоф
- Уругвай — Міністр закордонних справ Родольфо Нін Новоа
- Таїланд — Міністр закордонних справ Дон Праматвінай
- Східний Тимор — Міністр закордонних справ Діонісіу Суаріш[3]
- Північна Корея — Постійний представник Кім Сон
- Афганістан — Радник з національної безпеки Хамдулла Мохіб
- Того — Постійний представник Коку Кпайедо
- Канада — Постійний представник Марк-Андре Бланшар
- Бенін — Постійний представник Жан-Клод Фелікс до Рего
- Шрі-Ланка — Державний секретар закордонних справ Равінатха Арьясінха[3]

- Жодного представника від  Узбекистан не було представлено в порядку денному[4].